# Paula Poundstone
Paula Poundstone née le 29 décembre 1959 à Huntsville (Alabama) est une humoriste américaine. Elle est connue pour son calme, son sens de l'auto-dérision et ses observations sur la politique et son costume et sa cravate qui la caractérisent à la télévision américaine où elle intervient sur les problèmes de tous les jours et les présente sous forme de comédie.

## Vie
La famille de Poundstone déménagea à Sudbury dans le Massachusetts quand elle était jeune. Elle adopta son premier enfant, en 1993. En 1997, elle adopta deux filles, Toshia et Allison. Elle a été une mère adoptive pour plusieurs enfants, mais elle ne peut désormais fournir ces soins à la suite de son arrestation[réf. nécessaire], depuis les charges ont pourtant été abandonnées.
Elle est également asexuelle et athée.

## Carrière
Poundstone fréquenta Lincoln-Sudbury Regional High School, mais elle quitta pour poursuivre sa propre carrière. Elle a exercé différents petits boulots, notamment messager à bicyclette.
Elle débuta dans des stand-up comedy dans des bars ouverts la nuit à Boston en 1979 puis en Californie. En 1984, Poundstone fut choisie pour un film, Hyperspace, mais elle ne suivit pas la carrière qui s'ouvrait à elle. À la place, elle devint plus connue pour ses comédies et commença à apparaître dans plusieurs talk shows. En 1989, elle gagna une récompense American Comedy Award pour « Best Female Stand-Up Comic ».
En 1990, elle écrivit à HBO Special Cats, Cops and Stuff et gagna un CableACE Award pour le show. Elle travaille sur les correspondances politiques pour le show du soir des présidentielles de 1992 et fit de même pour le Rosie O'Donnell Show en 1996.